# Final Concert Live in Japan
Final Concert Live in Japan – wydany tylko w Japonii w 1992 roku na VHS (i w 2004 na DVD) zapis koncertu Queen w Tokio w Yogishi Auditorium z dnia 11 maja 1985 roku. Trwa 90 minut. Fragment tego koncertu został zarejestrowany na wideokasecie grupy Rare Live w 1989 roku.

## Lista utworów
1. „Machines”
2. „Tear It Up”
3. „Tie Your Mother Down”
4. „Under Pressure”
5. „Somebody to Love”
6. „Killer Queen”
7. „Seven Seas of Rhye”
8. „Keep Yourself Alive”
9. „Liar”
10. „Improvisation”
11. „It’s a Hard Life”
12. „Freddie Singalong”
13. „Now I’m Here”
14. „Is This The World We Created?”
15. „Love of My Life”
16. „Another One Bites the Dust”
17. „Mustapha” (intro)
18. „Hammer to Fall”
19. „Crazy Little Thing Called Love”
20. „Bohemian Rhapsody”
21. „Radio Ga Ga”
22. „I Want to Break Free”
23. „Jailhouse Rock”
24. „We Will Rock You”
25. „We Are the Champions”
26. „God Save the Queen”